# Aulotarache brunneiceps
Aulotarache brunneiceps là một loài bướm đêm trong họ Noctuidae.